# 아슬르 차크르 알프테킨
아슬르 차크르 알프테킨(튀르키예어: Aslı Çakır Alptekin, 1985년 8월 20일~)는 튀르키예의 육상 선수로 주 종목은 중거리 달리기이다.

## 선수 경력
2011년 선전에서 열린 2001년 하계 유니버시아드 대회 1500m에서 금메달을 획득했다. 2012년 이스탄불에서 열린 2012년 세계 실내 선수권 대회 1500m 경기에서 동메달을 획득했다. 이 메달들은 나중에 도핑이 적발되면서 모두 박탈되었다.
알프테킨은 2012년 7월 6일에 파리에서 열린 다이아몬드 리그 대회 1500m에서 3시간 56분 62초의 개인 최고 기록을 세웠다. 6주 후 런던에서 열린 2012년 하계 올림픽 1500m 경기에서 금메달을 획득했다. 이 금메달도 도핑이 적발되면서 박탈되었다.

## 도핑
알프테킨은 불법 약물 양성 반응 때문에 2004년 9월에 2년 동안 선수 자격 정지 징계를 받았다. 2013년 3월 22일 여러 뉴스 매체는 알프테킨이 금지 약물에 대한 양성 반응을 보인 8명의 선수 중 한 명라고 보도했다.